# Amylmetacresol
Amylmetacresol (INN) of 6-pentyl-metacresol is een matig sterke antiseptische stof. Het is een van de twee actieve ingrediënten in Coldrex- en Strepsils-zuigtabletten tegen keelpijn; de andere is 2,4-dichloorbenzylalcohol. Beide stoffen doden de bacteriën die voor mond- of keelontstekingen verantwoordelijk zijn. Een tablet Coldrex of Strepsils bevat 0,6 milligram amylmetacresol.